# 한국여자프로농구 2023-24
우리은행 우리WON 2023-2024 여자프로농구는 한국여자프로농구(WKBL)의 34번째 시즌이다. 2023년 11월 5일 아산 우리은행 우리WON과 부산 BNK 썸의 경기로 이순신빙상장실내체육관에서 개막하였다.

## 변경된 점
- 플레이오프를 기존 3선 2승제에서 5승 3승제로 바뀐다.

## 정규리그

### 순위
| 순위 | 팀                     | 경기 | 승 | 패 | 승차 | 통과       |
| ---- | ---------------------- | ---- | -- | -- | ---- | ---------- |
| 1    | 청주 KB 스타즈         | 30   | 27 | 3  | —    | 플레이오프 |
| 2    | 아산 우리은행 우리WON  | 30   | 23 | 7  | 4    | 플레이오프 |
| 3    | 용인 삼성생명 블루밍스 | 30   | 16 | 14 | 11   | 플레이오프 |
| 4    | 부천 하나원큐          | 30   | 10 | 20 | 17   | 플레이오프 |
| 5    | 인천 신한은행 에스버드 | 30   | 8  | 22 | 19   |            |
| 6    | 부산 BNK 썸            | 30   | 6  | 24 | 21   |            |

## 포스트시즌

### 대진표
|  | 플레이오프 5판 3승제 | 플레이오프 5판 3승제   | 플레이오프 5판 3승제 |                       |   | 챔피언 결정전 5판 3승제 | 챔피언 결정전 5판 3승제 | 챔피언 결정전 5판 3승제 |  |
|  |                      |                        |                      |                       |   |                         |                         |                         |  |
|  | 1                    | 청주 KB스타즈          | 3                    |                       |   |                         |                         |                         |  |
|  | 1                    | 청주 KB스타즈          | 3                    |                       |   |                         |                         |                         |  |
|  | 4                    | 부천 하나원큐          | 0                    |                       |   |                         |                         |                         |  |
|  | 4                    | 부천 하나원큐          | 0                    |                       | 1 | 청주 KB스타즈           | 1                       |                         |  |
|  |                      |                        |                      |                       | 1 | 청주 KB스타즈           | 1                       |                         |  |
|  |                      |                        | 2                    | 아산 우리은행 우리WON | 3 |                         |                         |                         |  |
|  | 2                    | 아산 우리은행 우리WON  | 2                    | 아산 우리은행 우리WON | 3 | 3                       |                         |                         |  |
|  | 2                    | 아산 우리은행 우리WON  |                      |                       |   |                         |                         |                         |  |
|  | 3                    | 용인 삼성생명 블루밍스 | 1                    |                       |   |                         |                         |                         |  |

### 플레이오프

#### (1) 청주 KB스타즈 vs. (4) 부천 하나원큐
| 2024년 3월 9일 18:02 |

| 기록 |

| 청주 KB스타즈 69, 부천 하나원큐 51                              |  |  |  |                                                                |
| 쿼터 별 점수: 8-10, 16-13, 25-12, 20-16                         |  |  |  |                                                                |
| 득점: 박지수 17 리바운드: 박지수 15 도움: 박지수, 허예은 각각 4 |  |  |  | 득점: 김정은 15 리바운드: 김정은 9 도움: 김시온, 신지현 각각 5 |
| 1-0 KB스타즈 시리즈 우위                                        |  |  |  |                                                                |

| 2024년 3월 11일 19:00 |

| 기록 |

| 청주 KB스타즈 62, 부천 하나원큐 52                |  |  |  |                                                    |
| 쿼터 별 점수: 15-18, 19-11, 18-13, 10-10          |  |  |  |                                                    |
| 득점: 박지수 17 리바운드: 박지수 22 도움: 박지수5 |  |  |  | 득점: 김정은 17 리바운드: 양인영 10 도움: 신지현 6 |
| 2-0 KB스타즈 시리즈 우위                          |  |  |  |                                                    |

| 2024년 3월 13일 19:00 |

| 기록 |

| 부천 하나원큐 64, 청주 KB스타즈 77                |  |  |  |                                                    |
| 쿼터 별 점수: 14-14, 11-19, 16-21, 23-23          |  |  |  |                                                    |
| 득점: 정예림 20 리바운드: 김정은 9 도움: 신지현 6 |  |  |  | 득점: 박지수 25 리바운드: 박지수 12 도움: 허예은 7 |
| 3-0 KB스타즈 시리즈 승리                          |  |  |  |                                                    |

#### (2) 아산 우리은행 우리WON vs. (3) 용인 삼성생명 블루밍스
| 2024년 3월 10일 13:35 |

| 기록 |

| 아산 우리은행 우리WON 56, 용인 삼성생명 블루밍스 60 |  |  |  |                                                                        |
| 쿼터 별 점수: 17-16, 13-13, 18-16, 8-15             |  |  |  |                                                                        |
| 득점: 김단비 23 리바운드: 최이샘 10 도움: 김단비 5  |  |  |  | 득점: 이해란 15 리바운드: 이해란 9 도움: 배혜윤, 이주연, 키아나 각각 5 |
| 1-0 삼성생명 시리즈 우위                            |  |  |  |                                                                        |

| 2024년 3월 12일 19:00 |

| 기록 |

| 아산 우리은행 우리WON 70, 용인 삼성생명 블루밍스 57 |  |  |  |                                                   |
| 쿼터 별 점수: 18-11, 18-15, 19-17, 15-14            |  |  |  |                                                   |
| 득점: 박지현 27 리바운드: 박지현 11 도움: 박지현 12 |  |  |  | 득점: 키아나 27 리바운드: 이주연 9 도움: 배혜윤 3 |
| 1-1 시리즈 동률                                     |  |  |  |                                                   |

| 2024년 3월 14일 19:00 |

| 기록 |

| 용인 삼성생명 블루밍스 38, 아산 우리은행 우리WON 54            |  |  |  |                                                    |
| 쿼터 별 점수: 16-15, 6-6, 2-16, 14-17                          |  |  |  |                                                    |
| 득점: 이해란 9 리바운드: 배혜윤 10 도움: 배혜윤, 키아나 각각 3 |  |  |  | 득점: 김단비 31 리바운드: 박혜진 15 도움: 박지현 3 |
| 2-1 우리은행 시리즈 우위                                       |  |  |  |                                                    |

| 2024년 3월 16일 18:00 |

| 기록 |

| 용인 삼성생명 블루밍스 42, 아산 우리은행 우리WON 67                    |  |  |  |                                                   |
| 쿼터 별 점수: 4-27, 16-9, 8-16, 14-15                                  |  |  |  |                                                   |
| 득점: 강유림 19 리바운드: 이해란 7 도움: 신이슬, 이해란, 키아나 각각 3 |  |  |  | 득점: 박지현 21 리바운드: 박지현 8 도움: 김단비 7 |
| 3-1 우리은행 시리즈 승리                                               |  |  |  |                                                   |

### 챔피언 결정전

#### (1) 청주 KB스타즈 vs. (2) 아산 우리은행 우리WON
| 2024년 3월 24일 13:37 |

| 기록 |

| 청주 KB스타즈 62, 아산 우리은행 우리WON 68                      |  |  |  |                                                                |
| 쿼터 별 점수: 16-10, 16-23, 21-13, 9-22                         |  |  |  |                                                                |
| 득점: 강이슬, 박지수 각각 20 리바운드: 박지수 16 도움: 허예은 6 |  |  |  | 득점: 박지현 18 리바운드: 박지현 9 도움: 김단비, 박지현 각각 5 |
| 1-0 우리은행 시리즈 우위                                        |  |  |  |                                                                |

| 2024년 3월 26일 19:00 |

| 기록 |

| 청주 KB스타즈 64, 아산 우리은행 우리WON 60                      |  |  |  |                                                    |
| 쿼터 별 점수: 20-16, 14-20, 13-9, 17-15                         |  |  |  |                                                    |
| 득점: 박지수 37 리바운드: 박지수 20 도움: 염윤아, 허예은 각각 4 |  |  |  | 득점: 김단비 25 리바운드: 박지현 10 도움: 김단비 8 |
| 1-1 시리즈 동률                                                 |  |  |  |                                                    |

| 2024년 3월 28일 19:00 |

| 기록 |

| 아산 우리은행 우리WON 62, 청주 KB스타즈 57        |  |  |  |                                                    |
| 쿼터 별 점수: 13-15, 10-20, 25-10, 14-12          |  |  |  |                                                    |
| 득점: 김단비 21 리바운드: 박혜진 9 도움: 김단비 6 |  |  |  | 득점: 박지수 16 리바운드: 박지수 18 도움: 허예은 5 |
| 2-1 우리은행 시리즈 우위                          |  |  |  |                                                    |

| 2024년 3월 30일 18:00 |

| 기록 |

| 아산 우리은행 우리WON 78, 청주 KB스타즈 72        |  |  |  |                                                                 |
| 쿼터 별 점수: 20-13, 11-18, 20-16, 27-25          |  |  |  |                                                                 |
| 득점: 박지현 25 리바운드: 박혜진 8 도움: 김단비 7 |  |  |  | 득점: 박지수 23 리바운드: 박지수 16 도움: 심성영, 허예은 각각 6 |
| 3-1 우리은행 시리즈 승리                          |  |  |  |                                                                 |

## 올스타전
2024년 1월 6일과 7일, 아산에서 개최되었다.

## 수상

### 라운드별 수상
| 라운드  | MVP                            | MIP                                    | 참고  |
| ------- | ------------------------------ | -------------------------------------- | ----- |
| 1라운드 | 박지수 (청주 KB스타즈)         | 이해란 (용인 삼성생명 블루밍스)        | [ 1 ] |
| 2라운드 | 박지수 (청주 KB스타즈)         | 이주연 (용인 삼성생명 블루밍스)        | [ 2 ] |
| 3라운드 | 박지수 (청주 KB 스타즈)        | 이명관 (아산 우리은행 우리WON)         | [ 3 ] |
| 4라운드 | 박지수 (청주 KB 스타즈)        | 나윤정 (아산 우리은행 우리WON)         | [ 4 ] |
| 5라운드 | 박지수 (청주 KB 스타즈)        | 키아나 스미스 (용인 삼성생명 블루밍스) | [ 5 ] |
| 6라운드 | 박지현 (아산 우리은행 우리WON) | 신이슬 (용인 삼성생명 블루밍스)        | [ 6 ] |

### 정규리그 시상

#### 통계상
| 부문                    | 수상자          | 팀                     | 기록      |
| ----------------------- | --------------- | ---------------------- | --------- |
| 득점상                  | 박지수          | 청주 KB스타즈          | 20.28점   |
| 3점 득점상              | 강이슬          | 청주 KB스타즈          | 72개      |
| 3점 야투상              | 키아나 스미스   | 용인 삼성생명 블루밍스 | 38.46%    |
| 2점 야투상              | 박지수          | 청주 KB스타즈          | 60.58%    |
| 자유투상                | 이소희          | 부산 BNK 썸            | 87.01%    |
| 리바운드상              | 박지수          | 청주 KB 스타즈         | 15.24개   |
| 어시스트상              | 안혜지          | 부산 BNK 썸            | 7.7개     |
| 스틸상                  | 박지현          | 아산 우리은행 우리WON  | 1.86개    |
| 블록상                  | 박지수          | 청주 KB스타즈          | 1.76개    |
| 맑은기술 윤덕주상       | 박지수          | 청주 KB스타즈          | 1283.90점 |
| 티켓링크 베스트세일즈상 | 방영범 사무국장 | 인천 신한은행 에스버드 |           |

#### 투표에 의한 부문
| 상                           | 수상자                                           |
| ---------------------------- | ------------------------------------------------ |
| 최우수선수상                 | 박지수 (청주 KB스타즈) (110/110)                 |
| 몰텐 신인선수상              | 키아나 스미스 (용인 삼성생명 블루밍스) (107/110) |
| 우수 수비 선수상             | 박지수 (청주 KB스타즈) (3/6)                     |
| 식스우먼상                   | 키아나 스미스 (용인 삼성생명 블루밍스) (42/110)  |
| 모범선수상                   | 이경은 (인천 신한은행 에스버드) (7/13)           |
| 지도상                       | 김완수 (청주 KB 스타즈) (82/110)                 |
| 포카리스웨트 MIP(기량발전상) | 이해란 (용인 삼성생명 블루밍스) (23/35)          |
| 최우수심판상                 | 류상호                                           |
| 프런트상                     | 김기림 사무국장 (부천 하나원큐)                  |

- WKBL 베스트 5:
  - G 박지현, 아산 우리은행 우리WON (110/110)
  - G 허예은, 청주 KB스타즈 (63/110)
  - F 김단비, 아산 우리은행 우리WON (107/110)
  - F 김소니아, 인천 신한은행 에스버드 (75/110)
  - C 박지수, 청주 KB스타즈 (107/110)

## 비고
1. ↑  일부 경기
2. ↑  부산 BNK 썸의 주말 홈 경기